# Démographie de la Gironde
La démographie de la Gironde est caractérisée par une forte densité et une population en croissance continue depuis les premiers recensements.
Avec ses 1 674 980 habitants en 2022, le département français de la Gironde se situe en 6e position sur le plan national.
En six ans, de 2015 à 2021, sa population s'est accrue de près de 106 500 unités, c'est-à-dire de plus ou moins 17 800 personnes par an. Mais cette variation est différenciée selon les 535 communes que comporte le département.
La densité de population de la Gironde, 156,2 habitants par kilomètre carré en 2022, est deux fois supérieure à celle de la France entière qui est de 107,1 hab./km2 pour la même année.

## Évolution démographique du département de la Gironde
Le département a été créé par décret du 4 mars 1790. Il comporte alors sept districts (Bordeaux, Libourne, La Réole, Bazas, Cadillac, Blaye, Lesparre) et portera le nom de Bec-d'Ambès de juin 1793 au 14 avril 1795. Le premier recensement sera réalisé en 1791 et ce dénombrement, reconduit tous les cinq ans à partir de 1821, permettra de connaître plus précisément l'évolution des territoires.
Avec 554 225 habitants en 1831, le département représente 1,70 % de la population française, qui est alors de 32 569 000 habitants. De 1831 à 1866, il va gagner 147 630 habitants, soit une augmentation de 0,76 % moyen par an, supérieure au taux d'accroissement national de 0,48 % sur cette même période.
Entre le recensement de 1872 qui suit la guerre franco-prussienne de 1870 et celui de 1911 qui précède la Première Guerre mondiale le département gagne 123 946 habitants, soit un accroissement de 17,58 % alors qu'il n'est que de 10 % au niveau national. La population gagne 3,84 % pour la période de l'entre-deux guerres courant de 1921 à 1936 parallèlement à une croissance au niveau national de 6,9 %.
À l'instar des autres départements français, la Gironde va ensuite connaître un fort essor démographique après la Seconde Guerre mondiale. 
En 2022, le département comptait 1 674 980 habitants, en évolution de +6,91 % par rapport à 2016 (France hors Mayotte : +2,11 %).
| 1791 | 1801    | 1806    | 1821    | 1826    | 1831    | 1836    | 1841    | 1846    |
| ---- | ------- | ------- | ------- | ------- | ------- | ------- | ------- | ------- |
| -    | 502 723 | 522 371 | 522 041 | 538 151 | 554 025 | 555 809 | 568 034 | 602 444 |

| 1851    | 1856    | 1861    | 1866    | 1872    | 1876    | 1881    | 1886    | 1891    |
| ------- | ------- | ------- | ------- | ------- | ------- | ------- | ------- | ------- |
| 614 387 | 640 757 | 667 193 | 701 855 | 705 149 | 735 242 | 748 703 | 775 845 | 793 528 |

| 1896    | 1901    | 1906    | 1911    | 1921    | 1926    | 1931    | 1936    | 1946    |
| ------- | ------- | ------- | ------- | ------- | ------- | ------- | ------- | ------- |
| 809 902 | 821 131 | 823 925 | 829 095 | 819 128 | 827 973 | 852 768 | 850 567 | 858 381 |

| 1954    | 1962    | 1968      | 1975      | 1982      | 1990      | 1999      | 2006      | 2011      |
| ------- | ------- | --------- | --------- | --------- | --------- | --------- | --------- | --------- |
| 896 517 | 935 448 | 1 009 390 | 1 061 480 | 1 127 546 | 1 213 499 | 1 287 334 | 1 393 758 | 1 463 662 |

| 2016      | 2021      | 2022      | - | - | - | - | - | - |
| --------- | --------- | --------- | - | - | - | - | - | - |
| 1 566 679 | 1 654 970 | 1 674 980 | - | - | - | - | - | - |

## Population par divisions administratives

### Arrondissements
Le département de la Gironde comporte six arrondissements. La population se concentre principalement sur l'arrondissement de Bordeaux, qui recense 61 % de la population totale du département en 2022, avec une densité de 675 hab./km2, contre 10 % pour l'arrondissement d'Arcachon, 9 % pour celui de Libourne, 8 % pour celui de Langon, 6 % pour celui de Blaye et 6 % pour celui de Lesparre-Médoc.
| Arrondissement  | Population(2022) | Variation(2022/2016)                       | Superficie(km2) | Densité(hab./km2) |
| --------------- | ---------------- | ------------------------------------------ | --------------- | ----------------- |
| Bordeaux        | 1 027 237        | en évolution de +8,12 % par rapport à 2016 | 1 521,8         | 675               |
| Arcachon        | 165 013          | en évolution de +9,3 % par rapport à 2016  | 1 469,8         | 112,3             |
| Libourne        | 156 947          | en évolution de +1,87 % par rapport à 2016 | 1 282,9         | 122,3             |
| Langon          | 134 929          | en évolution de +1,95 % par rapport à 2016 | 2 644,3         | 51                |
| Blaye           | 95 753           | en évolution de +6,29 % par rapport à 2016 | 782,4           | 122,4             |
| Lesparre-Médoc  | 95 101           | en évolution de +6,74 % par rapport à 2016 | 2 274,4         | 41,8              |
| Source : Insee. |                  |                                            |                 |                   |

### Communes de plus de15 000 habitants
Sur les 535 communes que comprend le département de la Gironde, 141 ont en 2021 une population municipale supérieure à 2 000 habitants, 57 ont plus de 5 000 habitants, 30 ont plus de 10 000 habitants, 20 ont plus de 15 000 habitants et dix ont plus de 25 000 habitants : Bordeaux, Mérignac, Pessac, Talence, Villenave-d'Ornon, Saint-Médard-en-Jalles, Bègles, Cenon, La Teste-de-Buch et Gradignan.
Les évolutions respectives des communes de plus de 15 000 habitants sont présentées dans le tableau ci-après.
| Commune                | Population(2022) | Variation(2022/2016)                        | Superficie(km2) | Densité(hab./km2) |
| ---------------------- | ---------------- | ------------------------------------------- | --------------- | ----------------- |
| Bordeaux               | 265 328          | en évolution de +5,27 % par rapport à 2016  | 49,36           | 5 375,4           |
| Mérignac               | 77 136           | en évolution de +9,7 % par rapport à 2016   | 48,17           | 1 601,3           |
| Pessac                 | 66 874           | en évolution de +8,11 % par rapport à 2016  | 38,82           | 1 722,7           |
| Talence                | 45 869           | en évolution de +7,39 % par rapport à 2016  | 8,35            | 5 493,3           |
| Villenave-d'Ornon      | 42 185           | en évolution de +28,81 % par rapport à 2016 | 21,26           | 1 984,2           |
| Saint-Médard-en-Jalles | 32 749           | en évolution de +5,79 % par rapport à 2016  | 85,28           | 384               |
| Bègles                 | 30 968           | en évolution de +11,75 % par rapport à 2016 | 9,96            | 3 109,2           |
| Cenon                  | 26 784           | en évolution de +9,91 % par rapport à 2016  | 5,52            | 4 852,2           |
| La Teste-de-Buch       | 27 141           | en évolution de +3,72 % par rapport à 2016  | 180,2           | 150,6             |
| Gradignan              | 26 186           | en évolution de +2,44 % par rapport à 2016  | 15,77           | 1 660,5           |
| Libourne               | 24 668           | en évolution de −0,85 % par rapport à 2016  | 20,63           | 1 195,7           |
| Eysines                | 24 436           | en évolution de +5,69 % par rapport à 2016  | 12,01           | 2 034,6           |
| Le Bouscat             | 24 262           | en évolution de +1,65 % par rapport à 2016  | 5,28            | 4 595,1           |
| Lormont                | 24 654           | en évolution de +6,05 % par rapport à 2016  | 7,36            | 3 349,7           |
| Gujan-Mestras          | 22 643           | en évolution de +8,17 % par rapport à 2016  | 53,99           | 419,4             |
| Bruges                 | 20 382           | en évolution de +13 % par rapport à 2016    | 14,22           | 1 433,3           |
| Floirac                | 17 939           | en évolution de +4,41 % par rapport à 2016  | 8,67            | 2 069,1           |
| Ambarès-et-Lagrave     | 17 298           | en évolution de +7,48 % par rapport à 2016  | 24,76           | 698,6             |
| Cestas                 | 16 757           | en évolution de −0,14 % par rapport à 2016  | 99,57           | 168,3             |
| Blanquefort            | 16 786           | en évolution de +7,5 % par rapport à 2016   | 33,72           | 497,8             |
| Source : Insee.        |                  |                                             |                 |                   |

## Structures des variations de population

### Soldes naturels et migratoires depuis 1968
La variation moyenne annuelle est positive et en croissance depuis les années 1970, passant de 0,7 à 1,1 %.
Le solde naturel annuel, qui est la différence entre le nombre de naissances et le nombre de décès enregistrés au cours d'une même année, a baissé, passant de 0,4 à 0,2 %. La baisse du taux de natalité, qui passe de 15,5 à 10,7 ‰, n'est en fait pas compensée par une baisse du taux de mortalité, qui parallèlement passe de 11,7 à 8,5 ‰.
Le flux migratoire est positif et en croissance sur la période courant de 1968 à 2021. Le taux annuel croît passant de 0,3 à 0,9 %.
| Indicateurs démographiques                       | 1968 à1975 | 1975 à1982 | 1982 à1990 | 1990 à1999 | 1999 à2010 | 2010 à2015 | 2015 à2021 |
| ------------------------------------------------ | ---------- | ---------- | ---------- | ---------- | ---------- | ---------- | ---------- |
| Variation annuelle moyenne de la population en % | 0,7        | 0,9        | 0,9        | 0,7        | 1,1        | 1,3        | 1,1        |
| - due au solde naturel en %                      | 0,4        | 0,2        | 0,2        | 0,2        | 0,3        | 0,3        | 0,2        |
| - due au solde apparent des entrées sorties en % | 0,3        | 0,6        | 0,7        | 0,4        | 0,8        | 1,0        | 0,9        |
| Taux de natalité en ‰                            | 15,5       | 13,4       | 12,5       | 11,6       | 11,8       | 11,6       | 10,7       |
| Taux de mortalité en ‰                           | 11,7       | 10,9       | 10,1       | 9,4        | 8,6        | 8,3        | 8,5        |
| Source : Insee.                                  |            |            |            |            |            |            |            |

### Mouvements naturels sur la période 2014-2022
En 2014, 17 303 naissances ont été dénombrées contre 12 464 décès. Le nombre annuel des naissances a augmenté depuis cette date, passant à 16 997 en 2022, indépendamment à une augmentation, mais relativement faible, du nombre de décès, avec 15 542 en 2022. Le solde naturel est ainsi positif et diminue, passant de 4 839 à 1 455.
Pour des raisons techniques, il est temporairement impossible d'afficher le graphique qui aurait dû être présenté ici.

## Densité de population
La densité de population est en augmentation depuis 1968, en cohérence avec l'augmentation de la population.
En 2021, la densité était de 165,9 hab./km2.
| 1968 |  | 101.2 |  |

| 1975 |  | 106.4 |  |

| 1982 |  | 113.0 |  |

| 1990 |  | 121.6 |  |

| 1999 |  | 129.0 |  |

| 2010 |  | 145.3 |  |

| 2015 |  | 155.2 |  |

| 2021 |  | 165.9 |  |

## Répartition par sexes et tranches d'âges
La population du département est plus jeune qu'au niveau national.
En 2021, le taux de personnes d'un âge inférieur à 30 ans s'élève à 35,4 %, soit au-dessus de la moyenne nationale (35,1 %). À l'inverse, le taux de personnes d'âge supérieur à 60 ans est de 25,4 % la même année, alors qu'il est de 26,6 % au niveau national.
En 2021, le département comptait 792 799 hommes pour 862 171 femmes, soit un taux de 52,10 % de femmes, légèrement supérieur au taux national (51,61 %).
Les pyramides des âges du département et de la France s'établissent comme suit.
| Hommes | Classe d’âge | Femmes |
| ------ | ------------ | ------ |
| 0,7    | 90 ou +      | 1,9    |
| 6,7    | 75-89 ans    | 8,9    |
| 15,7   | 60-74 ans    | 16,8   |
| 19,9   | 45-59 ans    | 19,3   |
| 19,9   | 30-44 ans    | 19,2   |
| 19,4   | 15-29 ans    | 18,1   |
| 17,7   | 0-14 ans     | 15,8   |

| Hommes | Classe d’âge | Femmes |
| ------ | ------------ | ------ |
| 0,7    | 90 ou +      | 1,9    |
| 7,0    | 75-89 ans    | 9,5    |
| 16,6   | 60-74 ans    | 17,5   |
| 20,0   | 45-59 ans    | 19,5   |
| 18,8   | 30-44 ans    | 18,3   |
| 18,3   | 15-29 ans    | 16,7   |
| 18,6   | 0-14 ans     | 16,7   |

## Répartition par catégories socioprofessionnelles
La catégorie socioprofessionnelle des cadres et professions intellectuelles supérieures est surreprésentée par rapport au niveau national. Avec 11,4 % en 2021, elle est 1,3 points au-dessus du taux national (10,1 %). La catégorie socioprofessionnelle des retraités est quant à elle sous-représentée par rapport au niveau national. Avec 25,6 % en 2021, elle est 1,2 points en dessous du taux national (26,8 %).
| Catégorie socioprofessionnelle                    | 2015      | 2015 | 2021      | 2021 | Détails de l'année 2021 | Détails de l'année 2021 | Détails de l'année 2021            | Détails de l'année 2021            | Détails de l'année 2021            |
| Catégorie socioprofessionnelle                    | Nb        | %    | Nb        | %    | Hommes                  | Femmes                  | Part en % de la population âgée de | Part en % de la population âgée de | Part en % de la population âgée de |
| Catégorie socioprofessionnelle                    | Nb        | %    | Nb        | %    | Hommes                  | Femmes                  | 15 à 24 ans                        | 25 à 54 ans                        | 55 ans ou +                        |
| ------------------------------------------------- | --------- | ---- | --------- | ---- | ----------------------- | ----------------------- | ---------------------------------- | ---------------------------------- | ---------------------------------- |
| Agriculteurs exploitants                          | 7 850     | 0,6  | 6 865     | 0,5  | 4 893                   | 1 971                   | 0,0                                | 0,6                                | 0,5                                |
| Artisans, commerçants, chefs d'entreprise         | 52 217    | 4,1  | 60 237    | 4,3  | 41 711                  | 18 525                  | 0,8                                | 7,0                                | 2,5                                |
| Cadres et professions intellectuelles supérieures | 123 352   | 9,6  | 158 137   | 11,4 | 90 384                  | 67 752                  | 2,8                                | 19,1                               | 5,5                                |
| Professions intermédiaires                        | 191 045   | 14,9 | 216 851   | 15,6 | 96 658                  | 120 192                 | 9,0                                | 25,6                               | 6,0                                |
| Employés                                          | 214 425   | 16,8 | 217 457   | 15,7 | 55 707                  | 161 750                 | 15,0                               | 23,4                               | 6,6                                |
| Ouvriers                                          | 148 861   | 11,6 | 147 609   | 10,7 | 117 085                 | 30 524                  | 11,0                               | 15,9                               | 4,1                                |
| Retraités                                         | 329 957   | 25,8 | 355 364   | 25,6 | 158 474                 | 196 890                 | 0,0                                | 0,2                                | 67,2                               |
| Autres personnes sans activité professionnelle    | 212 102   | 16,6 | 223 231   | 16,1 | 90 297                  | 132 934                 | 61,4                               | 8,2                                | 7,6                                |
| Ensemble                                          | 1 279 809 | 100  | 1 385 749 | 100  | 655 210                 | 730 539                 | 100                                | 100                                | 100                                |
| Sources : Insee,.                                 |           |      |           |      |                         |                         |                                    |                                    |                                    |